# Berchemia arisanensis
Berchemia arisanensis là một loài thực vật có hoa trong họ Táo. Loài này được Y.C.Liu & F.Y.Lu mô tả khoa học đầu tiên năm 1978.